# زاو أندريانيفاها
زاو أندريانيفاها (مواليد 8 سبتمبر 1965) هو سبّاح مدغشقري، مثّل بلاده في الألعاب الأولمبية الصيفية 1980.

## روابط خارجية
زاو أندريانيفاها على موقع الاتحاد الدولي للسباحة (الإنجليزية)
- زاو أندريانيفاها على موقع أوليمبيديا (الإنجليزية)